# Agència de Haraoti
L'agència de Haraoti fou una agència política de Rajputana que va existir del 1821 al 1876. El nom Haraoti vol dir País dels Hara; els hara eren un clan rajput que dominava a Bundi i Kotah. El primer agent polític d'Haraoti fou nomenat el 1818 (quan es va signar el tractat de protectorat amb Bundi, uns mesos després del de Tonk) però l'agència no fou establerta fins al 1821. Fins al 1876 un agent polític va exercir control sobre els estats de Bundi i Kotah amb el nom d'"Agent polític d'Haraoti". El 1876 es va nomenar un agent separat per a Kotah i Jhalawar, mentre l'agent d'Haraoti assolia el nom d'agent d'Haraoti-Tonk.